# Vestria repanda
Vestria repanda är en insektsart som först beskrevs av Walker, F. 1869.  Vestria repanda ingår i släktet Vestria och familjen vårtbitare. Inga underarter finns listade i Catalogue of Life.